# 豊島区立明豊中学校
豊島区立明豊中学校（としまくりつめいほうちゅうがっこう）は、東京都豊島区長崎5丁目にある公立中学校。

## 沿革
- 2004年（平成16年）
  - 4月1日 - 本校設置認可され、第十中学校と千早中学校を統合して開校。ただし、校舎は完成しておらず、第十中学校の校舎を仮校舎とした。
  - 4月6日 - 開校式挙行。区より校旗授与。
  - 6月28日 - 新校舎建築着工。
- 2005年（平成17年）3月18日 - 第1回卒業証書授与式挙行。最初の卒業生は77名。同日、校歌制定。
- 2006年（平成18年）
  - 3月19日 - 新校舎落成式挙行。
  - 4月1日 - 新校舎へ移転。同日、長崎中学校を統合。
- 2014年（平成26年）12月6日 - 10周年式典挙行。
- 2018年（平成30年）4月11日 - オリンピック・パラリンピック教育アワード校を受賞。

## 周辺
- 東京都道420号鮫洲大山線
- 豊島区立さくら小学校
- 東京都立千早高等学校 - 敷地が隣接
- 千早子どもの家保育園
- 豊島区立千早小学校
- ミニストップ千早町4丁目店
- 区民ひろばさくら第二

## アクセス
- 国際興業バス池07「千早高校」バス停下車後、すぐ近く。
- 東京メトロ有楽町線・副都心線千川駅から、
  - 徒歩約540m・約8分。
  - 上述の路線バスで、「千早高校」バス停まで、2分。
- 池袋駅（西口）から、上述の路線バスで、「千早高校」バス停まで、18分。